# Morti nel 2006/Maggio
| Questa pagina contiene informazioni ricavate automaticamente dalle voci biografiche con l'ausilio del template Bio e di un bot. L'aggiornamento è periodico e automatico e ricostruisce completamente la pagina. Se manca una persona in questa lista, sei pregato di non aggiungerla, ma accertati piuttosto che la sua voce biografica contenga il template Bio e che i dati anagrafici siano correttamente compilati. Se il template Bio manca, inseriscilo tu stesso o, in alternativa, metti l'avviso {{tmp\|Bio}} che ne segnala la mancanza. Se i dati riportati sono sbagliati, correggi direttamente la voce biografica; le modifiche saranno visibili in questa lista entro pochi giorni. Per chiarimenti vedi il progetto biografie. La lista contiene solo le 133 persone che sono citate nell'enciclopedia e per le quali è stato implementato correttamente il template Bio. Pagina aggiornata al 2 lug 2025. |

- 1º maggio - Big Hawk, rapper statunitense (n. 1969)
- 1º maggio - Salvatore Di Benedetto, politico e partigiano italiano (n. 1911)
- 1º maggio - Betsy Jones-Moreland, attrice statunitense (n. 1930)
- 1º maggio - Domenico Libri, mafioso italiano (n. 1934)
- 1º maggio - Jay Presson Allen, sceneggiatrice e drammaturga statunitense (n. 1922)
- 1º maggio - Raúl Primatesta, cardinale e arcivescovo cattolico argentino (n. 1919)
- 1º maggio - Kikuo Takano, poeta e matematico giapponese (n. 1927)
- 2 maggio - Luigi Griffanti, calciatore italiano (n. 1917)
- 2 maggio - Mario Inchausti, allenatore di calcio e calciatore cubano (n. 1915)
- 2 maggio - Nguyen Dinh Ngoc, militare e matematico vietnamita (n. 1932)
- 2 maggio - Mario Ortiz, calciatore cileno (n. 1936)
- 2 maggio - Louis Rukeyser, giornalista statunitense (n. 1933)
- 3 maggio - Boris Kuznecov, pugile sovietico (n. 1947)
- 3 maggio - Franco Lavoratori, pallanuotista italiano (n. 1941)
- 3 maggio - Romeo Dalla Chiesa, funzionario italiano (n. 1924)
- 4 maggio - Karel Appel, pittore e scultore olandese (n. 1921)
- 4 maggio - Alexis Damianos, attore e regista greco (n. 1921)
- 4 maggio - Bob Dro, cestista, giocatore di baseball e allenatore di pallacanestro statunitense (n. 1918)
- 5 maggio - Aglaé Ernesta Giorgio, cestista brasiliana (n. 1930)
- 5 maggio - Toni De Gregorio, regista e sceneggiatore italiano (n. 1931)
- 5 maggio - Andrea Frazzi, regista e sceneggiatore italiano (n. 1944)
- 5 maggio - Naushad, compositore indiano (n. 1919)
- 5 maggio - Orazio Sapienza, sindacalista e politico italiano (n. 1935)
- 6 maggio - Lillian Asplund, statunitense (n. 1906)
- 6 maggio - Konstantin Beskov, calciatore e allenatore di calcio sovietico (n. 1920)
- 6 maggio - Donald Bland, nuotatore britannico (n. 1931)
- 6 maggio - Aurelio Del Rio, ciclista su strada italiano (n. 1927)
- 6 maggio - Leo Katkaveck, cestista e giocatore di baseball statunitense (n. 1923)
- 6 maggio - Grant McLennan, cantautore e chitarrista australiano (n. 1958)
- 7 maggio - Svend Jørgen Hansen, calciatore danese (n. 1922)
- 7 maggio - Alfréd Jindra, canoista cecoslovacco (n. 1930)
- 7 maggio - Machiko Soga, attrice e doppiatrice giapponese (n. 1938)
- 8 maggio - Patrick Ntsoelengoe, calciatore sudafricano (n. 1956)
- 9 maggio - Alfredo Del Francia, schermidore italiano (n. 1944)
- 9 maggio - Pietro Garinei, commediografo, regista teatrale e attore italiano (n. 1919)
- 9 maggio - Édouard Jaguer, poeta e critico d'arte francese (n. 1924)
- 9 maggio - Per Knudsen, allenatore di calcio e calciatore norvegese (n. 1930)
- 9 maggio - Bruno Pilat, militare italiano (n. 1913)
- 9 maggio - Christophe Pollock, direttore della fotografia francese (n. 1954)
- 9 maggio - Davit Tsimak'uridze, lottatore sovietico (n. 1925)
- 10 maggio - Milvio Capovani, matematico, informatico e ingegnere italiano (n. 1935)
- 10 maggio - Val Guest, regista, sceneggiatore e attore britannico (n. 1911)
- 10 maggio - Soraya, cantautrice, chitarrista e arrangiatrice statunitense (n. 1969)
- 10 maggio - Aleksandr Zinov'ev, filosofo e scrittore russo (n. 1922)
- 11 maggio - Francisco Copello, attore, docente e scrittore cileno (n. 1938)
- 11 maggio - Byron Morrow, attore statunitense (n. 1911)
- 11 maggio - Floyd Patterson, pugile statunitense (n. 1935)
- 11 maggio - Ferdinando Tacconi, fumettista italiano (n. 1922)
- 12 maggio - Miguel Fisac, architetto, urbanista e pittore spagnolo (n. 1913)
- 12 maggio - Valentina Kovpan, arciera sovietica (n. 1950)
- 12 maggio - Hussein Mazzek, politico libico (n. 1918)
- 13 maggio - Umberto Colombo, chimico, dirigente d'azienda e politico italiano (n. 1927)
- 13 maggio - Jaroslav Pelikan, storico statunitense (n. 1923)
- 13 maggio - Eugenio Santoro, scultore e pittore italiano (n. 1920)
- 13 maggio - Peter Viereck, poeta e storico statunitense (n. 1916)
- 14 maggio - Stanley Kunitz, poeta statunitense (n. 1905)
- 14 maggio - Paul Marco, attore statunitense (n. 1927)
- 14 maggio - Robert Bruce Merrifield, biochimico statunitense (n. 1921)
- 14 maggio - Riccardo Sales, cestista e allenatore di pallacanestro italiano (n. 1941)
- 15 maggio - George Crile III, giornalista e scrittore statunitense (n. 1945)
- 15 maggio - Giancarlo Matteotti, politico italiano (n. 1918)
- 15 maggio - Cheikha Rimitti, cantante algerina (n. 1923)
- 16 maggio - André Labarrère, politico e storico francese (n. 1928)
- 16 maggio - Román Matito, calciatore spagnolo (n. 1927)
- 16 maggio - Colin Murray Turbayne, filosofo australiano (n. 1916)
- 17 maggio - Eva Maria Bauer, attrice e doppiatrice tedesca (n. 1923)
- 17 maggio - Cy Feuer, compositore statunitense (n. 1911)
- 17 maggio - Raffaello Funghini, arcivescovo cattolico italiano (n. 1929)
- 17 maggio - Mieczysław Nowak, sollevatore polacco (n. 1936)
- 17 maggio - Leonardo Pandolfo, medico e politico italiano (n. 1929)
- 17 maggio - Rosario Poma, giornalista italiano (n. 1925)
- 18 maggio - Henri Meert, calciatore belga (n. 1920)
- 18 maggio - Toots Meretsky, cestista e allenatore di pallacanestro canadese (n. 1912)
- 18 maggio - Gilbert Sorrentino, poeta e scrittore statunitense (n. 1929)
- 19 maggio - Dan-I, cantante giamaicano (n. 1956)
- 19 maggio - Robert Makzoumi, cestista egiziano (n. 1918)
- 20 maggio - Vittorio Castellani, astrofisico, speleologo e archeologo italiano (n. 1937)
- 20 maggio - Zoe Rae, attrice statunitense (n. 1910)
- 20 maggio - Jean-Louis de Rambures, giornalista, scrittore e traduttore francese (n. 1930)
- 20 maggio - Oscar Serfilippi, vescovo cattolico italiano (n. 1929)
- 21 maggio - Alfonso Desiata, dirigente d'azienda italiano (n. 1933)
- 21 maggio - Katherine Dunham, ballerina, coreografa e antropologa statunitense (n. 1909)
- 22 maggio - Balduin Baas, attore tedesco (n. 1922)
- 22 maggio - Salvatore Billa, attore italiano (n. 1943)
- 22 maggio - Eero Salonen, cestista finlandese (n. 1932)
- 22 maggio - Koichiro Tomita, astronomo giapponese (n. 1925)
- 23 maggio - Lloyd Bentsen, politico statunitense (n. 1921)
- 23 maggio - Ian Falloon, psichiatra neozelandese (n. 1940)
- 23 maggio - Kazimierz Górski, allenatore di calcio e calciatore polacco (n. 1921)
- 24 maggio - Henry Bumstead, scenografo statunitense (n. 1915)
- 24 maggio - Matilde Cassin, partigiana e attivista italiana (n. 1921)
- 24 maggio - Leo Pescarolo, produttore cinematografico italiano (n. 1935)
- 24 maggio - Heinz Stettler, bobbista svizzero (n. 1953)
- 25 maggio - Julian Bullard, diplomatico britannico (n. 1928)
- 25 maggio - Desmond Dekker, cantante giamaicano (n. 1941)
- 25 maggio - Giovanni Emiliani, calciatore e allenatore di calcio italiano (n. 1922)
- 25 maggio - Lars Gyllensten, scrittore svedese (n. 1921)
- 25 maggio - Bruno Pasut, compositore, direttore di coro e direttore d'orchestra italiano (n. 1914)
- 25 maggio - Renato Speziali, attore italiano (n. 1929)
- 25 maggio - Fulvio Zonch, calciatore e allenatore di calcio italiano (n. 1929)
- 26 maggio - Bianca Garufi, scrittrice, poetessa e psicoanalista italiana (n. 1918)
- 26 maggio - Édouard Michelin, imprenditore francese (n. 1963)
- 26 maggio - Anita Roberts, biologa statunitense (n. 1942)
- 26 maggio - Renato Scala, paroliere e scrittore italiano (n. 1928)
- 26 maggio - Ted Schroeder, tennista statunitense (n. 1921)
- 27 maggio - David Butler, sceneggiatore scozzese (n. 1927)
- 27 maggio - Umberto Domina, scrittore, umorista e autore televisivo italiano (n. 1921)
- 27 maggio - Fernando Romeo Lucas García, generale e politico guatemalteco (n. 1924)
- 27 maggio - Paul Gleason, attore statunitense (n. 1939)
- 27 maggio - Craig Heyward, giocatore di football americano statunitense (n. 1966)
- 27 maggio - Michael Riffaterre, linguista, filologo e semiologo francese (n. 1924)
- 27 maggio - Alex Toth, fumettista e animatore statunitense (n. 1928)
- 28 maggio - Peterpaul Forcher, matematico austriaco (n. 1946)
- 28 maggio - Ivan Vasilev Ivanov, calciatore bulgaro (n. 1942)
- 28 maggio - Pompilio Mandelli, pittore italiano (n. 1912)
- 28 maggio - Thorleif Schjelderup, saltatore con gli sci norvegese (n. 1920)
- 28 maggio - Andrzej Skrzydlewski, lottatore polacco (n. 1946)
- 28 maggio - Franco Zauli, compositore, paroliere e pianista italiano (n. 1923)
- 29 maggio - Delma Byron, attrice e ballerina statunitense (n. 1913)
- 29 maggio - Giulio Cortini, partigiano e fisico italiano (n. 1918)
- 29 maggio - Giosi Lippolis, poetessa, scrittrice e traduttrice italiana (n. 1923)
- 29 maggio - Umberto Masetti, pilota motociclistico italiano (n. 1926)
- 29 maggio - Masumi Okada, attore giapponese (n. 1935)
- 29 maggio - Johnny Servoz-Gavin, pilota automobilistico francese (n. 1942)
- 30 maggio - Boštjan Hladnik, regista sloveno (n. 1929)
- 30 maggio - Shōhei Imamura, regista e sceneggiatore giapponese (n. 1926)
- 30 maggio - Romuald Markowski, cestista, pallavolista e allenatore di pallacanestro polacco (n. 1922)
- 30 maggio - Robert Sterling, attore statunitense (n. 1917)
- 30 maggio - Arnaldo D'Addario, archivista e storico italiano (n. 1922)
- 31 maggio - Miguel Berrocal, scultore e artista spagnolo (n. 1933)
- 31 maggio - Raymond Davis Jr., chimico e fisico statunitense (n. 1914)
- 31 maggio - Ken McIntyre, cestista statunitense (n. 1943)
- 31 maggio - Flavio Pontello, imprenditore italiano (n. 1924)